# Лемке, Штеффи
Штеффи Лемке (нем. Steffi Lemke, род. 19 января 1968, Дессау) — немецкий политик, федеральный директор (генеральный секретарь, руководитель исполнительного органа — секретариата) партии Союз 90 / Зелёные (2002—2013). Министр окружающей среды (с 2021).

## Биография
Родилась 19 января 1968 года в Дессау, ГДР. В 1984 году окончила среднюю политехническую школу в Дессау, в 1986 году получила профессиональную квалификацию зоотехника, до 1988 года работала почтальоном и училась в вечерней школе и в престижной гимназии Дессау — Филантропинум. В 1993 году окончила Берлинский университет имени Гумбольдта, где изучала сельскохозяйственные науки. В 1990 году вступила в Зелёную партию, в 1993—1994 годах возглавляла земельное отделение партии «Союз 90 / Зелёные» в Саксонии-Анхальт и партийную фракцию в городском совете Дессау. В 1994—2002 годах являлась депутатом бундестага, в 2002—2013 годах — генеральным секретарём партии.
В 2001 году вошла в число восьми депутатов бундестага от «зелёных» (партия тогда состояла в правящей красно-зелёной коалиции), которые вопреки политике правительства отказались голосовать за направление германского воинского контингента для участия в боевых действиях на территории Афганистана. В те дни она разместила на своей веб-странице цитату из Тухольского: «Jubel über militärische Schauspiele ist eine Reklame für den nächsten Krieg» (Восторг по поводу военных зрелищ — это реклама следующей войны).
В 2013 году вернулась в бундестаг, возглавляла секретариат фракции и представляла для прессы работу по защите окружающей среды.
8 декабря 2021 года приведено к присяге правительство Олафа Шольца, в котором Лемке получила портфель министра окружающей среды, охраны природы, ядерной безопасности и защиты прав потребителей.
22 декабря 2021 года в интервью телекомпании N-tv Лемке объявила о закрытии до конца года трёх атомных электростанций в Германии, а в следующем году — трёх последних АЭС. По утверждению Лемке, восстановление ядерной энергетики обойдётся в десятки миллиардов евро, но при этом она не делает энергоснабжение более дешёвым и безопасным, и приоритет следует отдавать возобновляемым источникам энергии.
15 апреля 2023 года в Германии прекратили работу её последние АЭС.